# Johannes Kaspar Stredele von Montani und Wisberg
Johannes Kaspar Stredele von Montani und Wisberg (* um 1582; † 28. Dezember 1642 in Olmütz) war ein römisch-katholischer Geistlicher. Er fungierte als Administrator des Bistums Olmütz.

## Leben
Sein Vater war der kaiserliche Rat Johann Karl Stredele, Professor der Pandekten und einige Zeit Rektor der Universität Wien.
Johannes Kaspar Stredele studierte 1604–1608 als Alumne des Collegium Germanicum Theologie in Rom und erwarb 1609 den theologischen Doktorgrad. Schon 1608 wurde er Kanoniker bei St. Stephan in Wien und 1611 Rektor der Wiener Universität. In den Jahren 1611–1612 und 1613–1618 war er Offizial und Generalvikar des Passauer Bischofs Leopold V. für den österreichischen Anteil der Diözese Passau, das Land unter der Enns. 1631 wurde er Titularbischof von Sarepta und Weihbischof in Passau.
Erzherzog Leopold Wilhelm von Österreich, der mehrere Bischofsämter gleichzeitig bekleidete und keine priesterlichen Weihen empfangen hatte, ernannte in seiner Eigenschaft als Bischof von Passau den Weihbischof Johannes Kaspar Stredele 1634 zum Offizial und Generalvikar für das Land ob der Enns mit Sitz in Passau. Dieses Amt versah er bis 1638.
In den Jahren 1640–1642 war Stredele, wiederum unter Erzherzog Leopold Wilhelm von Österreich diesmal in dessen Eigenschaft als Bischof von Olmütz, Administrator des Bistums Olmütz, wo er schon seit 1612 Mitglied des Domkapitels war.
1615–1642 bekleidete Stredele das Amt eines Stiftspropstes von Ardagger in Niederösterreich. Als kaiserlicher Rat wirkte er für die Kaiser Ferdinand II. und Ferdinand III. Zudem war er Apostolischer Protonotar. Im Dreißigjährigen Krieg wurden ihm durch die Schweden Misshandlungen zugefügt, an deren Folgen er starb.